# بوجخوو
بوجخوو (به لهستانی: Budziechów}} یک روستا در لهستان است که در گمینا یاشنگ واقع شده‌است.